# Граф Східної Англії
Граф Східної Англії (англ. Earl of East Anglia) — один з аристократичних титулів ранньосередньовічної Англії.

## Історія титулу
Східна Англія була одним з англосаксонських королівств періоду гептархії, яке займало територію сучасних графств Норфолк, Саффолк, а також частину графств Кембриджшир та Ессекс. У 879 р. королівство було захоплене данськими вікінгами і увійшло у склад Данелагу. Тут було створене одне з невиликих скандинавських королівств, що проіснувало до 910-х р.р., коли ця територія була відвойована англосаксами та включена у склад Англійської держави. Зі вступом на престол Англії на початку XI століття Кнуда Великого країна була розділена на декілька великих провінцій, які управлялись англо-данськими соратниками короля. Однією з таких провінцій стала Східна Англія, на чолі якої став данський вікінг Торкель Довгий. У 1045 р. ерлом Східної Англії став Гарольд Годвінсон, майбутній останній англосаксонський король.

Після нормандського завоювання у 1066 р. Вільгельм Завойовник передав Східну Англію з титулом графа одному зі своїх англо-нормандських прихильників, графу Ральф I. Його син у 1075 р. брав участь у заколоті трох графів, після придушення якого графство Східна Англія було знищене. У подальшому цей титул не відновлювався.

## Список графів Східної Англії

### Англо-данські ерли Східної Англії
- Торкель Довгий (1017 — 1020)
- Гарольд (1045—1053)
- Ельфгар (1053—1057)
- Гірс (1057—1066)

### Англо-нормандські графи Східної Англії
- Ральф I (1067—1069)
- Ральф II (1069—1075)